# Au loin, Baltimore
Pour plus de détails, voir Fiche technique et Distribution.
Au loin, Baltimore est un film français réalisé par Lola Quivoron et sorti en 2016.

## Fiche technique
- Titre : Au loin, Baltimore
- Réalisation : Lola Quivoron
- Scénario : Lola Quivoron
- Décors : Sarah Schneider
- Costumes : Juliette Rivrin-Rique
- Photographie : Maxence Lemonnier
- Montage : Félix Rehm
- Son : Lucas Doméjean
- Montage son : Valentin Sampietro
- Mixage : Saoussen Tatah
- Production : La Fémis
- Pays de production :  France
- Durée : 25 minutes
- Dates de sortie : 
  - Suisse : août 2016 (Festival de Locarno)
  - France - 23 janvier 2017[1]

## Distribution
- Clark Gernet
- Owen Kanga
- Jean-Marie Narainen
- Benjamin Fortin
- Sébastien Lecouvreur

## Sélections
- Festival international du film de Locarno 2016[2]
- AFI Fest 2016
- Poitiers Film Festival 2016[3]
- Festival Côté court de Pantin 2017
- Festival du court métrage de Clermont-Ferrand 2017
- Festival international du cinéma indépendant IndieLisboa de Lisbonne 2017
- Festival international du film de Melbourne 2017